# Albersbach (Rimbach)
Albersbach ist mit etwa 250 Einwohnern der kleinste Ortsteil der Gemeinde Rimbach im südhessischen Landkreis Bergstraße. Zu ihm gehören die Höfe Hesselberg und Kreiswald.

## Geographie
Das Straßendorf Albersbach liegt auf 250 m ü. NHN im Osten des Gemeindegebiets nördlich des Albersbaches auf einer Anhöhe in einem westlichen Seitental der Weschnitz, ca. 7 km westlich von Heppenheim und 2,2 km nordwestlich der Gemeindeverwaltung in Rimbach. Das Gebiet des Ortsteils besteht aus der Gemarkung Albersbach mit einer Fläche von 127 Hektar, davon sind 21 Hektar Wald. In der Gemarkung liegt die Siedlung Kreiswald. Die Ortslage befindet sich auf 222 bis 289 m ü. NHN und der höchste Punkt der Gemarkung liegt bei etwa 360 Meter im Westen der Gemarkung auf dem Höhenzug, der sich von der Juhöhe nach Nordosten erstreckt.
An den Ortsteil Albersbach grenzen, von Norden beginnend, im Uhrzeigersinn, der Heppenheimer Stadtteil Wald-Erlenbach und Rimbach-Mitlechtern, im Osten die Kerngemeinde Rimbach, im Südwesten der Mörlenbacher Ortsteil Bonsweiher. In den Ort führt aus Rimbach kommend die Kreisstraße 8, die hier endet.

## Geschichte

### Von den Anfängen bis zur Gebietsreform in Hessen
Die älteste bekannte Erwähnung von Albersbach stammt von 805 als Albenesbach. Jahrhundertelang war der Ort im Besitz der Herren von Dalberg. Der heute zu Albersbach zählende Hof Kreiswald gehörte dagegen der Familie Ulner von Dieburg.
In Albersbach und im Hof Kreiswald galt das Pfälzische Landrecht von 1582, erneuert 1610, als Partikularrecht. Darüber hinaus galt das Gemeine Recht, soweit das Pfälzische Landrecht für einen Sachverhalt spezielle Regelungen nicht enthielt. Dieses Sonderrecht behielt seine Geltung auch im gesamten 19. Jahrhundert während der Zugehörigkeit des Gebietes zum Großherzogtum Hessen und wurde erst zum 1. Januar 1900 von dem einheitlich im ganzen Deutschen Reich geltenden Bürgerlichen Gesetzbuch abgelöst.
1806 fielen Albersbach und der Hof Kreiswald durch die Rheinbundakte an das Großherzogtum Hessen, das die Orte in das Fürstentum Starkenburg (ab 1816: Provinz Starkenburg) eingliederte. Die Patrimonialgerichtsbarkeit der adeligen Familien bestand aber zunächst fort.
1812 wurden 97 Einwohner in elf Häusern gezählt.
1820 bis 1822 kam es zu einer Verwaltungsreform im Großherzogtum. Mit ihr wurden nun auch auf unterer Ebene Rechtsprechung und Verwaltung getrennt. Für die Verwaltungsaufgaben wurden Landratsbezirke geschaffen, für die erstinstanzliche Rechtsprechung Landgerichte. Albersbach wurde 1820 oder kurz davor in ein nur kurz bestehendes Amt Heppenheim eingegliedert. Sowohl Albersbach als auch der Hof Kreiswald wurden 1821 hinsichtlich der Verwaltung in den Landratsbezirk Heppenheim eingegliedert und hinsichtlich der Rechtsprechung dem Landgericht Fürth zugeordnet. Die Familie Ulner von Dieburg hatte zuvor gegenüber dem Staat auf ihre Patrimonialgerichtsbarkeit verzichtet.
Von 1821 bis 1839 bildete Albersbach zusammen mit Bonsweiher und Ober-Laudenbach eine gemeinschaftliche Bürgermeisterei („Ober-Laudenbach“).
1886 wurde eine Schule gebaut. Sie blieb nach einem Neubau bis 1968 in Betrieb.
Im Wettbewerb Unser Dorf soll schöner werden wurde der Ort 1964 Landessieger und ein Jahr später sogar Bundessieger.

### Hessische Gebietsreform (1970–1977)
Kurz vor dem Anlaufen der großen Zusammenlegungswelle der Gebietsreform in Hessen schloss sich die Gemeinde zu Jahresbeginn 1969 der Gemeinde Rimbach an. Für Albersbach wurde ein Ortsbezirk mit Ortsbeirat und Ortsvorsteher eingerichtet, der auch die dicht bei Albersbach, aber doch schon in der Gemarkung Rimbach liegende Gehöftgruppe Helmsberg, mit einschließt.

### Verwaltungsgeschichte im Überblick
Die folgende Liste zeigt die Staaten und Verwaltungseinheiten, denen Albersbach angehört(e):
- vor 1806: Heiliges Römisches Reich, Ort der Freiherren von Dalberg zu Herrnsheim
- ab 1806: Großherzogtum Hessen, (Souveränitätslande)[Anm. 2] Fürstentum Starkenburg, von Dalbergscher Ort
- ab 1815: Großherzogtum Hessen[Anm. 3] (Souveränitätslande), Provinz Starkenburg, Amt Heppenheim
- ab 1821: Großherzogtum Hessen, Provinz Starkenburg, Landratsbezirk Lindenfels[Anm. 4]
- ab 1832: Großherzogtum Hessen, Provinz Starkenburg, Kreis Heppenheim
- ab 1848: Großherzogtum Hessen, Regierungsbezirk Heppenheim
- ab 1852: Großherzogtum Hessen, Provinz Starkenburg, Kreis Heppenheim
- ab 1871: Deutsches Reich,[Anm. 5] Großherzogtum Hessen, Provinz Starkenburg, Kreis Heppenheim
- ab 1918: Deutsches Reich, Volksstaat Hessen,[Anm. 6] Provinz Starkenburg, Kreis Heppenheim
- ab 1938: Deutsches Reich, Volksstaat Hessen, Landkreis Bergstraße[15][Anm. 7]
- ab 1945: Amerikanische Besatzungszone[Anm. 8], Groß-Hessen, Regierungsbezirk Darmstadt, Landkreis Bergstraße
- ab 1949: Amerikanische Besatzungszone, Hessen Regierungsbezirk Darmstadt, Landkreis Bergstraße
- ab 1949: Bundesrepublik Deutschland, Hessen, Regierungsbezirk Darmstadt, Landkreis Bergstraße
- ab 1969: Bundesrepublik Deutschland, Hessen, Regierungsbezirk Darmstadt, Landkreis Bergstraße, Gemeinde Rimbach[Anm. 9]

## Bevölkerung

### Einwohnerentwicklung
| Quelle: Historisches Ortslexikon |                                                                       |
| • 1812:                          | 97 Einwohner, 11 Häuser                                               |
| • 1961:                          | 105 evangelische (= 84,68 %) und 18 katholische (= 14,52 %) Einwohner |

| Albersbach: Einwohnerzahlen von 1812 bis 2023 | Albersbach: Einwohnerzahlen von 1812 bis 2023 | Albersbach: Einwohnerzahlen von 1812 bis 2023 | Albersbach: Einwohnerzahlen von 1812 bis 2023 | Albersbach: Einwohnerzahlen von 1812 bis 2023 |
| --- | --------------------------------------------- | --------------------------------------------- | --------------------------------------------- | --------------------------------------------- |
| Jahr |                                               |                                               |                                               | Einwohner                                     |
| 1812 | 1812                                          |                                               | 97                                            | 97                                            |
| 1834 | 1834                                          |                                               | 153                                           | 153                                           |
| 1840 | 1840                                          |                                               | 161                                           | 161                                           |
| 1846 | 1846                                          |                                               | 163                                           | 163                                           |
| 1852 | 1852                                          |                                               | 155                                           | 155                                           |
| 1858 | 1858                                          |                                               | 170                                           | 170                                           |
| 1864 | 1864                                          |                                               | 132                                           | 132                                           |
| 1871 | 1871                                          |                                               | 135                                           | 135                                           |
| 1875 | 1875                                          |                                               | 149                                           | 149                                           |
| 1885 | 1885                                          |                                               | 163                                           | 163                                           |
| 1895 | 1895                                          |                                               | 148                                           | 148                                           |
| 1905 | 1905                                          |                                               | 141                                           | 141                                           |
| 1910 | 1910                                          |                                               | 133                                           | 133                                           |
| 1925 | 1925                                          |                                               | 131                                           | 131                                           |
| 1939 | 1939                                          |                                               | 108                                           | 108                                           |
| 1946 | 1946                                          |                                               | 156                                           | 156                                           |
| 1950 | 1950                                          |                                               | 133                                           | 133                                           |
| 1956 | 1956                                          |                                               | 123                                           | 123                                           |
| 1961 | 1961                                          |                                               | 124                                           | 124                                           |
| 1967 | 1967                                          |                                               | 129                                           | 129                                           |
| 1970 | 1970                                          |                                               | 154                                           | 154                                           |
| 1980 | 1980                                          |                                               | ?                                             | ?                                             |
| 1990 | 1990                                          |                                               | ?                                             | ?                                             |
| 2000 | 2000                                          |                                               | ?                                             | ?                                             |
| 2007 | 2007                                          |                                               | 258                                           | 258                                           |
| 2010 | 2010                                          |                                               | 273                                           | 273                                           |
| 2011 | 2011                                          |                                               | 273                                           | 273                                           |
| 2015 | 2015                                          |                                               | 274                                           | 274                                           |
| 2020 | 2020                                          |                                               | 248                                           | 248                                           |
| 2023 | 2023                                          |                                               | 271                                           | 271                                           |
| Datenquelle: Historisches Gemeindeverzeichnis für Hessen: Die Bevölkerung der Gemeinden 1834 bis 1967. Wiesbaden: Hessisches Statistisches Landesamt, 1968. Weitere Quellen: LAGIS; Gemeinde Rimbach; Zensus 2011 |                                               |                                               |                                               |                                               |

### Einwohnerstruktur 2011
Nach den Erhebungen des Zensus 2011 lebten am Stichtag dem 9. Mai 2011 in Albersbach 274 Einwohner. Darunter waren 15 (5,5 %) Ausländer.
Nach dem Lebensalter waren 45 Einwohner unter 18 Jahren, 111 zwischen 18 und 49, 75 zwischen 50 und 64 und 54 Einwohner waren älter.
Die Einwohner lebten in 111 Haushalten. Davon waren 24 Singlehaushalte, 36 Paare ohne Kinder und 45 Paare mit Kindern, sowie 6 Alleinerziehende und keine Wohngemeinschaften. In 18 Haushalten lebten ausschließlich Senioren und in 75 Haushaltungen lebten keine Senioren.

## Politik
Ortsbeirat
Für Albersbach besteht ein Ortsbezirk (Gebiete der ehemaligen Gemeinde Albersbach mit einigen Parzellen der Flur 20 der Gemarkung Rimbach) mit Ortsbeirat und Ortsvorsteher, nach Maßgabe der §§ 81 und 82 HGO und des Kommunalwahlgesetzes in der jeweils gültigen Fassung gebildet. Der Ortsbeirat besteht aus fünf Mitgliedern. Bei den Kommunalwahlen in Hessen 2021 betrug die Wahlbeteiligung zum Ortsbeirat Albersbach 65,71 %. Es wurden gewählte: vier Mitglieder der SPD und eine Mitglied der CDU. Der Ortsbeirat wählte Volker Raab (SPD) zum Ortsvorsteher.

## Verkehr
Für den Straßenverkehr ist Albersbach durch die Kreisstraße 8 erschlossen, die in Rimbach-Mitte von der Bundesstraße 38 abzweigt und im Ort endet.

## Sonstiges
- Seit 1993 gibt es einen Obstlehrpfad.